# スタンコ・バラック
スタンコ・バラック（Stanko Barac、1986年8月13日 - ）は、クロアチアのプロバスケットボール選手。スペイン男子プロバスケットボールリーグ1部リーガACBの強豪タウ・セラミカ・ビトリア所属。ヘルツェゴビナ＝ネレトヴァ県モスタル出身。ポジションはセンター。217cm、110kg。